# Marca di Lusazia
La Marca o Margraviato di Lusazia (in tedesco Markgrafschaft Lausitz) fu una marca posta sul confine orientale del Sacro Romano Impero, situata nelle terre colonizzate dagli slavi polabi. Sorse nel 965 a seguito della spartizione della vasta Marca Geronis del margravio Gero I. Governata da diverse dinastie sassoni di margravi, tra cui i Wettin, la marca fu disputata dai re polacchi e dai margravi ascanidi del Brandeburgo. Ciò che rimaneva della marca fu infine incorporato nelle Terre della Corona Boema nel 1367.

## Geografia
Il territorio del margraviato corrispondeva approssimativamente all'attuale regione della Bassa Lusazia. Originariamente si estendeva dal confine del ducato originario sassone lungo il fiume Saale ad ovest fino al confine con la Polonia sul fiume Bober (Bóbr) ad est. Dal 1138 circa, il territorio adiacente oltre il fiume faceva parte del Ducato di Slesia (Bassa Slesia). A nord, la marca di Lusazia confinava con la marca del Nord e, a seguito della rivolta slava del 983, confinò con il neonato margraviato di Brandeburgo sotto il margravio ascanide Alberto l'Orso nel 1157, così come su Terra di Lebus, nucleo del Neumark dal 1248 in poi. Confinava a sud con il margraviato di Meißen, sorto anch'esso a seguito della ripartizione dalla Marca Geronis, e la sua parte occidentale si fuse successivamente con l'elettorato di Sassonia, mentre le terre orientali dei Milceni divennero l'Alta Lusazia.
Nel corso dei secoli, il territorio del margraviato si ridusse a favore della contea di Anhalt e del ducato di Sassonia-Wittenberg. Altri territori nell'ovest furono divisi tra l'Osterland, governato dai margravi di Landsberg, e dalla contea di Brehna.

## Storia
L'area ad est del Limes Sorabicus del regno dei Franchi Orientali, insediata dagli slavi Veleti e dalle tribù milceniane, fu gradualmente conquistata fino al 963 dal conte sassone Gero I di Merseburg. Egli annesse il territorio tra i fiumi Saale e Bober alla sua Marca Geronis, che Gero e il re tedesco Ottone I istituirono nel 937. Dopo la morte di Gero nel 965 e la perdita della marca del Nord nel corso della rivolta slava del 983, la Lusazia divenne il cuore della restante marca orientale sassone (in tedesco Sächsische Ostmark) retta dal margravio Odo I.

### Margraviato
Mentre l'espressione Marca Orientale rimase in uso per secoli, la marca lusaziana apparve come un'unità amministrativa separata almeno dal 965 così come le marche di Meißen, Merseburg e Zeitz. La divisione tra Bassa Lusazia e l'adiacente terra dei Milceni gravitante attorno a Bautzen e Görlitz (in seguito chiamata Alta Lusazia), allora parte di Meißen, fu ben presto evidente.
Nel 1002, le marche di Lusazia e Meißen furono conquistate dal sovrano polacco Boleslao il Coraggioso di Polonia mentre il re Enrico II era impegnato contro la rivolta di Enrico di Schweinfurt. La guerra tedesco-polacca si conclude con la pace di Bautzen del 1018. Il successore di Enrico, Corrado II, condusse due campagne nel 1031 e nel 1032, e riuscì a riconquistare sia la Bassa che l'Alta Lusazia, sottraendole a Mieszko II in Polonia, riconquista sancita dal trattato di Merseburgo.
Durante il regno del re Enrico IV  la marca di Lusazia venne reincorporata nel Sacro Romano Impero e costituiva una delle quattro divisioni dell'Alta Sassonia insieme a Meißen, la marca orientale sassone e Zeitz. Queste regioni non erano sempre governate da margravi separati, ma erano principalmente divisioni amministrative. La Lusazia e la marca orientale sassone furono governate insieme e alla fine la marca orientale sassone fu divenne più piccola della Bassa Lusazia. Sotto Enrico IV, l'Alta Lusazia fu staccata dalla marca di Lusazia e venne concessa in feudo a Bolesław II di Polonia.

### Stato imperiale

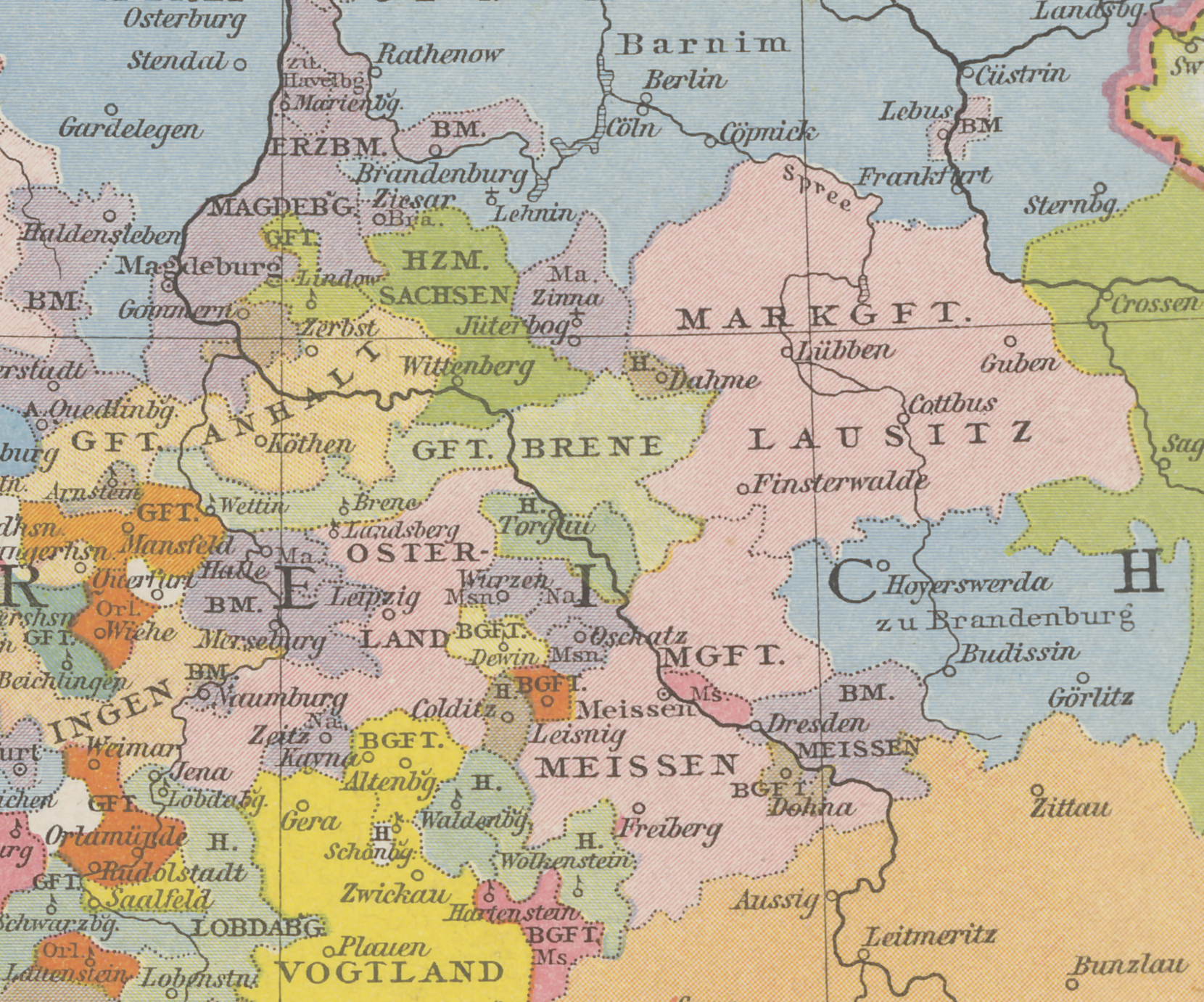
Le marche di Lusazia e Meißen rette dalla dinastia Wettin (rosa), circa 1260

Il primo "margravio di Lusazia" fu Dedi I, nominato nel 1046. Nel 1136, sotto l'imperatore Lotario III, Alta e Bassa Lusazia furono nuovamente riunite. I termini "Marca Orientale" e "Lusazia" divennero intercambiabili a partire dal XII secolo, sebbene nel 1128 il conte Enrico di Groitzsch divenne solo margravio della marca orientale, ricevendo la marca lusaziana solo nel 1131. Nel 1156 l'imperatore Federico Barbarossa investì il duca Vladislao II di Boemia dell'Alta Lusazia ed il territorio del margraviato della (Bassa) Lusazia fu ulteriormente ridotto con la creazione del margraviato di Landsberg (Osterland), del principato di Anhalt e del ducato di Sassonia.-Wittenberg.
A partire dal 1210, la restante marca della Bassa Lusazia fu detenuta dai margravi di Meißen della dinastia sassone dei Wettin. Nel 1261 Enrico III di Meißen creò il margraviato di Landsberg, ricavandolo da una porzione della marca di Lusazia, allo scopo di assegnarlo al secondogenito Teodorico di Lansberg. Alla morte del margravio Enrico III di Meißen nel 1288, le sue terre furono divise: mentre il territorio di Meißen passò al figlio maggiore Alberto II, le terre lusaziane furono conferite a suo nipote Federico Tuta, figlio del dell'ultimo margravio Teodorico di Landsberg. Scoppiò una feroce disputa sull'eredità, durante la quale il figlio di Alberto, Teodorico IV (Diezmann) fece una campagna in Lusazia conquistandola dopo la morte di Federico Tuta (presumibilmente avvelenato) nel 1291.
Nel 1303 Teodorico IV vendette la marca lusaziana al margravio ascanide Ottone IV di Brandeburgo. Gli ascanidi del Brandeburgo avevano già acquisito le terre vicine di "Alta Lusazia" intorno a Bautzen e Görlitz, nonché il margraviato di Landsberg nel 1291; tuttavia, quando la dinastia si estinse nel 1319, il complesso territoriale implose nuovamente. Le terre della Bassa Lusazia furono conquistate dal re della dinastia Wittelsbach Ludovico il Bavaro e, assieme al Brandeburgo, la cedette a suo figlio Ludovico V. Suo fratello Ottone V di Baviera infine vendette nel 1367 la Bassa Lusazia all'imperatore della dinastia dei Lussemburgo Carlo IV e da allora in poi la marca di Lusazia venne incorporato nelle Terre della Corona Boema. Secoli dopo, entrambe le terre della corona della Bassa e dell'Alta Lusazia passarono agli elettori di Sassonia dalla Pace di Praga del 1635.